# WX12K
WX12Kは、ウィルコム（現・ソフトバンク）向けに供給された京セラ製PHS（W-OAM）端末である。本項では、WX12Kと類似性が強く、Y!mobileブランドの端末である、CRESTIA(402KC)についても述べる。

## 概要
WX09Kの後継機となる。
本体にはIPX5,IPX7相当の防水性能、IP5X相当の防塵性能、MIL規格相当の耐衝撃性能を持っており、受話口が付いていない。また音声通話の機能としては、WX05Kに搭載されていた「ゆっくり通話」「はっきり通話」や、「スマートソニックレシーバー」が搭載され、迷惑電話を自動判別して警告をする「モバイル迷惑電話チェッカー」、気象庁が配信する地震速報などの「緊急速報メール」に対応している。
カメラの画素数は約500万画素と向上し、オートフォーカスやライトも引き続き搭載。
本機にはBluetoothが搭載されており、「HSP」「HFP」「PBAP」「SPP」「PAN」「PVP」のプロファイルに対応している。これを用いて「だれとでも定額パス」の使用や、PANに対応しているスマートフォンなどとテザリング(下り最大400kbps)の使用が可能。
WX01KやWX09KなどではmicroUSB端子からのみ充電が可能であったが、本機は卓上ホルダからの充電も可能となっている(京セラのPHSでは、WX340K以来となる)。
2014年10月1日のファームウェアアップデートにより、SMSの使用が可能となった。
また、アップデートによって、SHA-2証明書による暗号化に対応したため、2016年2月29日以降も、ログインが必要なサイトを含めた暗号化されたサイトの閲覧が可能。

## CRESTIA 402KC
2014年12月1日にWX12KをベースとしたCRESTIA(402KC)が発売された。基本性能は同じであるが、本体カラーは「スパイシーオレンジ」「スパイシーグリーン」が新たに追加され、「シルバー」が削除された。
WX12Kとは異なり、ACアダプタが別売りになった。
京セラの過去の機種と同じもの、あるいは、ソフトバンクコマース&サービスがY!mobileブランドで発売したACアダプタの購入が別途必要。

## 沿革
- 2013年
  - 11月6日 - 発表
  - 11月14日 - 発売
- 2014年
  - 1月16日 - ファームウェアアップデートを公開
  - 3月8日 - ウィルコムプラザ特定店舗で限定カラーであるシャンパンゴールドを発売[4]
  - 3月25日 - ファームウェアアップデートを公開
  - 10月1日 - ファームウェアアップデートを公開。SMS及び携帯電話からのMNP転入に対応。
- 2015年
  - (中略)
  - 9月30日 - ファームウェアアップデートを公開。SHA-2暗号化証明書に対応。